# Brus (Srbsko)
Brus (srbskou cyrilicí Брус) je město a správní středisko stejnojmenné opštiny v Srbsku v Rasinském okruhu. Leží u ústí řeky Graševky do Rasiny, na úpatí pohoří Kopaonik, asi 39 km jihozápadně od města Kruševac. V roce 2011 žilo v Brusu 4 572 obyvatel, v celé opštině pak 16 293 obyvatel. Rozloha města je 2,71 km², rozloha opčiny 606 km².

## Administrativní dělení opštiny

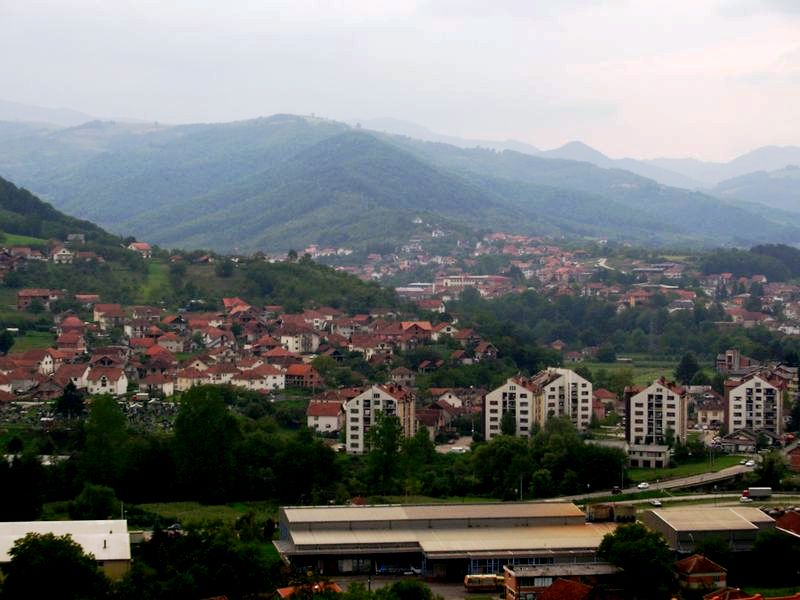
Pohled na Brus

Opština se administrativně dělí na město Brus a 57 vesnic. Mezi tyto vesnice patří Batote, Belo Polje, Blaževo, Bogiše, Boranci, Botunja, Bozoljin, Brđani, Brzeće, Budilovina, Čokotar, Domiševina, Donje Leviće, Donji Lipovac, Drenova, Drtevci, Dupci, Đerekari, Gornje Leviće, Gornji Lipovac, Grad, Gradac, Graševci, Igroš, Iričići, Kneževo, Kobilje, Kočine, Kovioci, Kovizla, Kriva Reka, Lepenac, Livađe, Mala Grabovnica, Mala Vrbnica, Miletinja, Osredci, Paljevštica, Ravni, Ravnište, Radmanovo, Radunje, Razbojna, Ribari, Stanuloviće, Strojinci, Sudimlje, Šošiće, Tršanovci, Velika Grabovnica, Vitoše, Vlajkovci, Zlatari, Žarevo, Žilinci, Žiljci a Žunje.

## Průmysl
Většina obyvatel se zabývá výrobním průmyslem, dále pak zemědělstvím, velkoobchodem a maloobchodem, opravováním motorových vozidel, vyučováním ve školách a v potravinářském průmyslu.